# Крети, Донато
Донато Крети (итал. Donato Creti; 24 февраля 1671, Кремона, Ломбардия — 31 января 1749, Болонья) — итальянский живописец эпохи рококо, работавший в Болонье.

## Биография и творчество
Донато Крети родился в Кремоне в семье рисовальщика и живописца-орнаменталиста Джузеппе Крети и Анны Каффи из Кремоны, невестки известной художницы «цветов и фруктов» Маргериты Каффи (в 1668 году Маргерита вышла в Кремоне замуж за живописца натюрмортов Лудовико Каффи). О детстве Донато известно немного. В семье видели склонность мальчика к рисованию, это побудило его отца отправить Донато в мастерскую художника Джорджо Рапарини. Через некоторое время, с 1673 года, Донато уже обучался в Болонье в мастерской живописца-маньериста болонской школы Лоренцо Пазинелли, который оказал значительное влияние на мирровозрение молодого художника.
В мастерской Рапарини мальчик увидел гравюры с картин Гвидо Рени и Симоне Кантарини, которые произвели на него огромное впечатление. В эти годы он получил ласковое прозвище «маленький мальчик» (ragazzino), так как он был самым младшим из учеников Пазинелли. Его заметил граф Пьетро Эрколе Фава, меценат из Болоньи, который пригласил Крети написать несколько картин для его дворца Палаццо Фава и стал его главным покровителем.
Крети вместе с Пьетро Фавой совершил путешествие в Венецию. В 1713 году женился на Франческе Дзани, племяннице Себастьяно Дзани, известного болонского писателя. Франческа обладала необыкновенной красотой и часто служила моделью художнику, но она скончалась в ноябре 1719 года, оставив живописцу троих детей: безусловно, эта трагедия усугубила склонность Донато к меланхолии.
Донато Крети писал алтарные картины, фрески и создавал квадратуры (иллюзорные архитектонические росписи). Вместе с Т. Альдрованди и с Э. Грациани Старшим он работал над украшениями дворца Дзанибони-Пичи (Zaniboni-Pichi, ок. 1690, ныне «Бьянкони»).
Крети писал картины на пасторальные, мифологические сюжеты, а также идиллические «пейзажи с фигурами». Историк искусства Р. Лонги называл картины Крети «произведениями редкой красоты», а самого художника «болонским Ватто» и «первым живописцем Болоньи, которого отличают идиллический вкус и тонкое воображение». Он также известен своими картинами астрономических наблюдений, предложенными папе Клименту XI графом Луиджи де Марсильи.
В 1728 году Донато Крети был избран принцепсом (президентом) Академии Клементина в Болонье. В 1733 году Крети написал алтарный образ «Крещение Христа» для базилики Сант-Алессандро, который ныне хранится в сакристии собора.
Его последователями и учениками были Аурелиано Милани, Франческо Монти, Эрколе Грациани (младший), Доменико Мария Фратта и Джузеппе Перони.

## Галерея

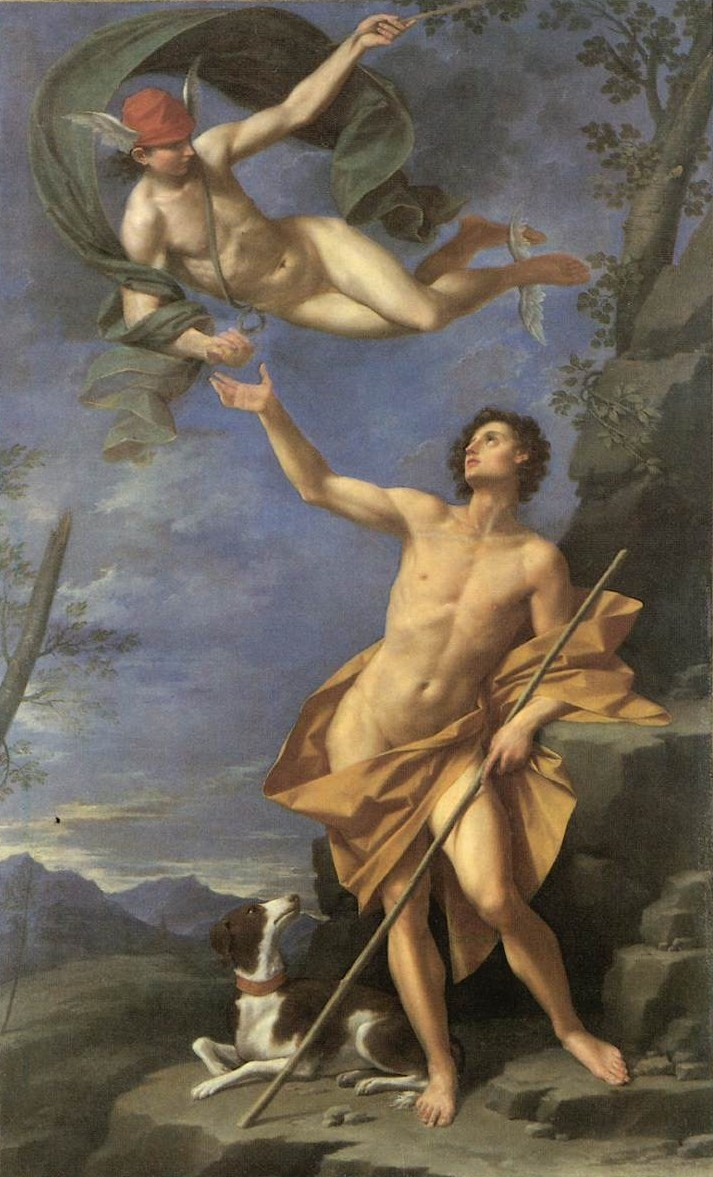
Меркурий и Парис. 1745. Холст, масло. Палаццо д'Аккурсио, Болонья
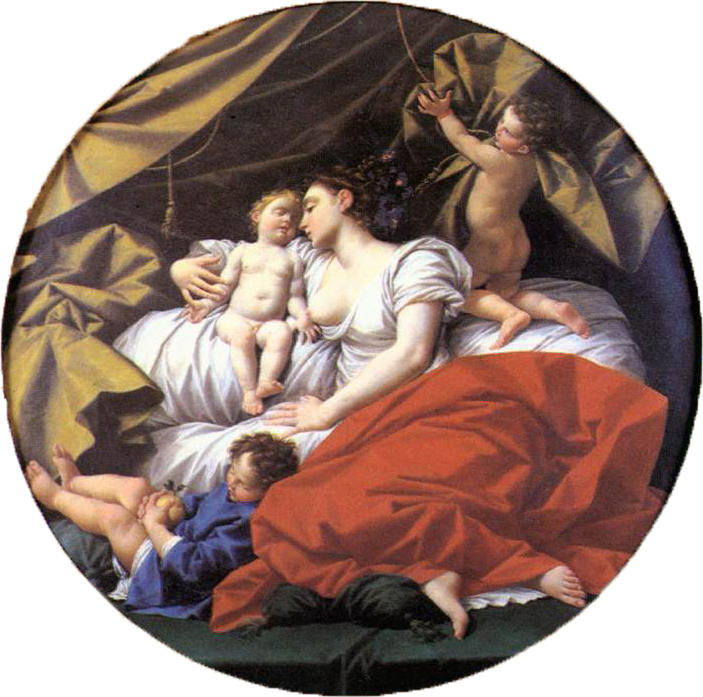
Милосердие. 1745. Дерево, масло. Палаццо д'Аккурсио, Болонья
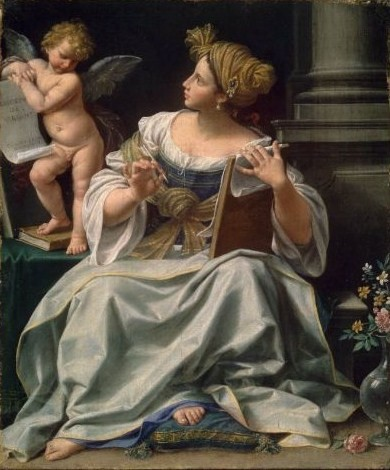
Кумская сивилла. 1730. Дерево, масло. Музей изящных искусств, Бостон, США
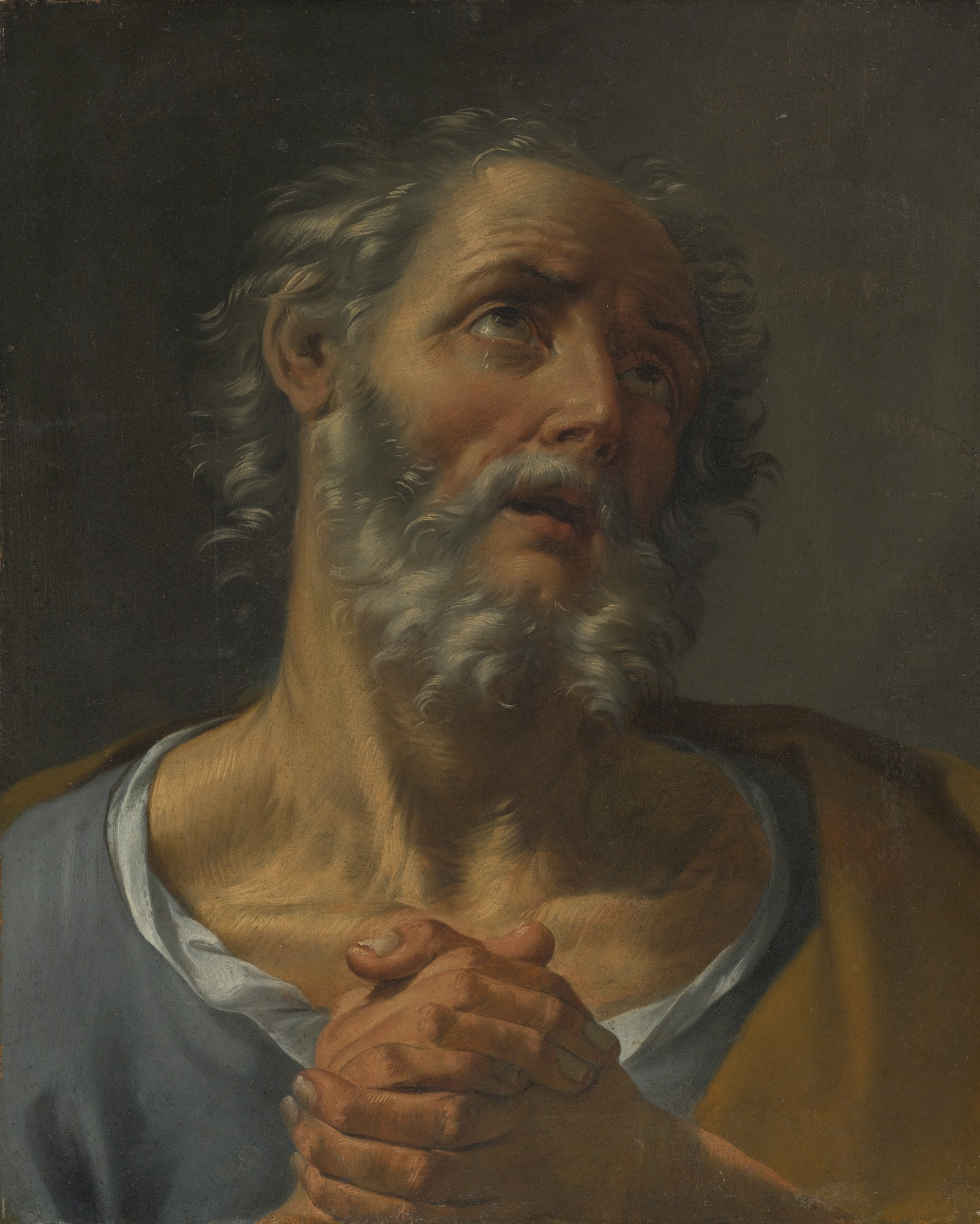
Кающийся Святой Пётр. 1749. Холст, масло. Частное собрание
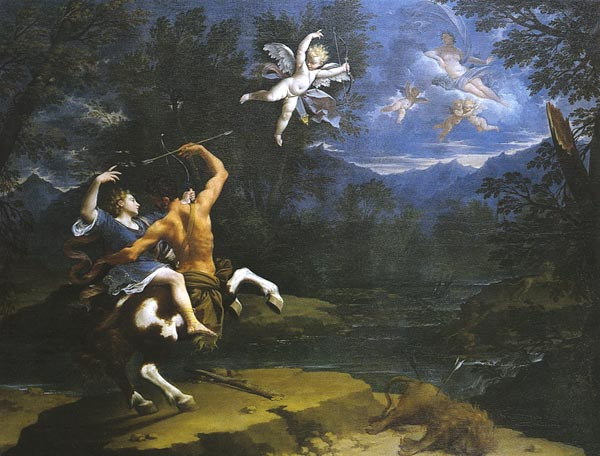
Воспитание Ахилла Хироном. 1714. Холст, масло. Палаццо д'Аккурсио, Болонья
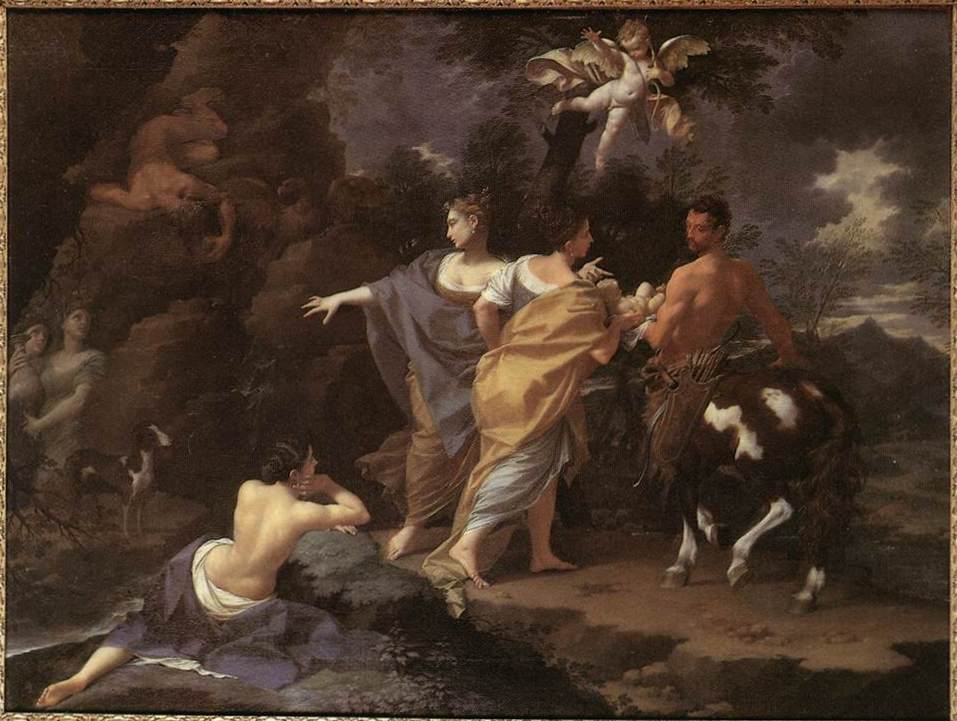
Ахилл и кентавр Хирон. 1720-е. Холст, масло. Палаццо д'Аккурсио, Болонья
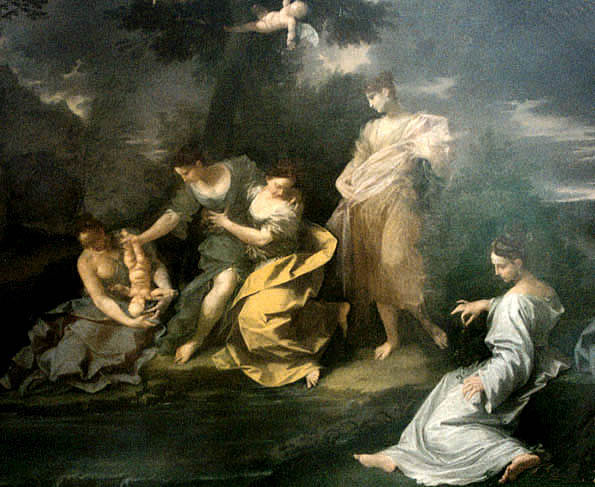
Фетида купает Ахилла в водах Стикса. 1710. Холст, масло.    Национальная пинакотека Болоньи
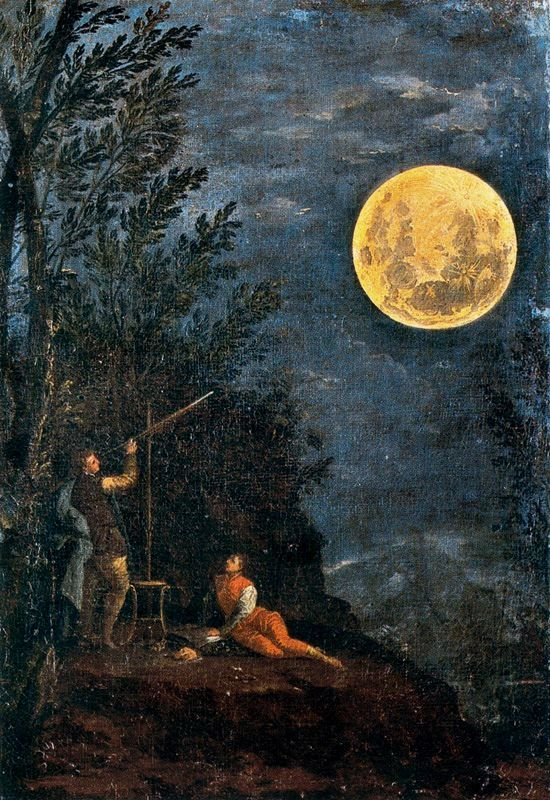
Астрономические наблюдения Луны № 2. 1711. Холст, масло. Пинакотека, Ватикан